# Bombenanschlag in Stockholm 2010

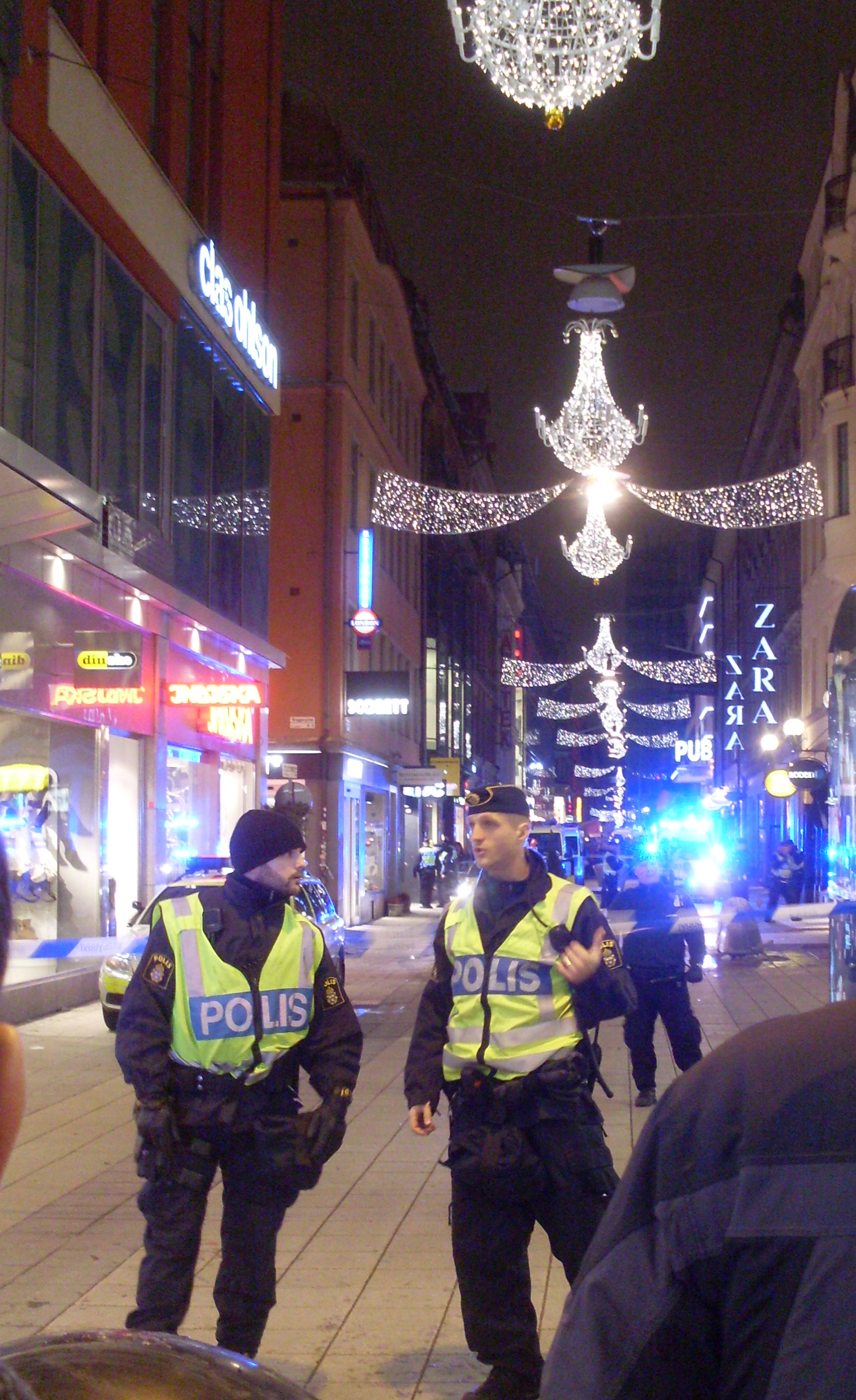
Polizei in der Drottninggatan nach dem Anschlag

Beim Bombenanschlag in Stockholm 2010 zündete ein Attentäter am 11. Dezember 2010 an einer belebten Kreuzung in der schwedischen Hauptstadt Stockholm einen Sprengsatz in seinem Auto. Dabei wurden zwei Passanten verletzt. Minuten später starb der Attentäter Taimour Abdulwahab al-Abdaly, ein 28-jähriger irakischstämmiger schwedischer Staatsbürger, durch einen Sprengsatz an seinem Körper. 

## Tathergang

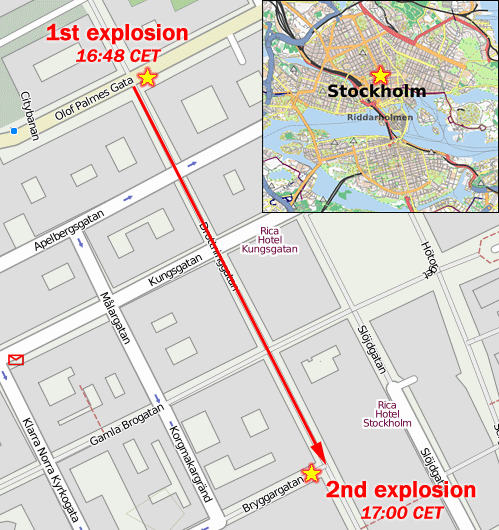
Verlauf

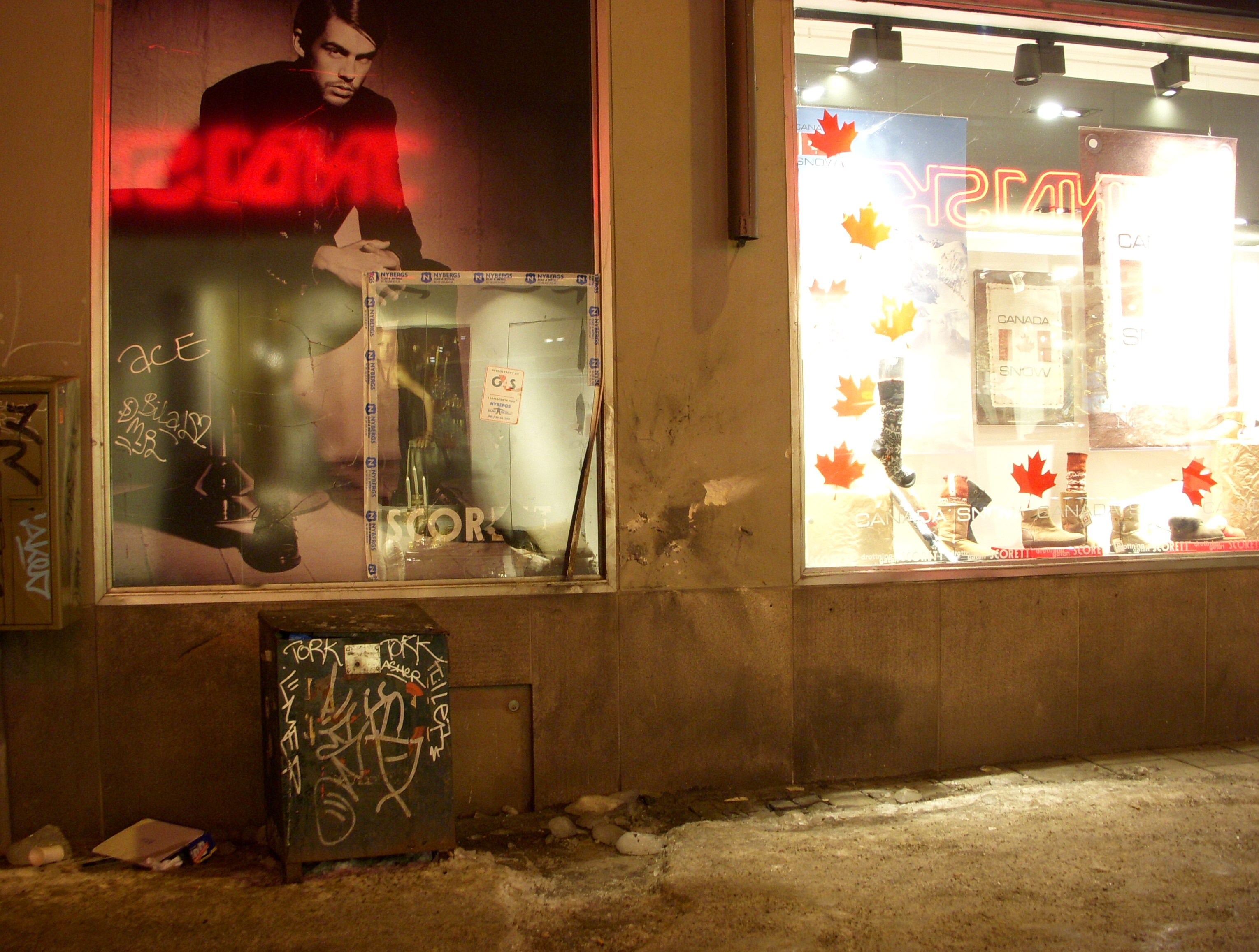
Der Tatort am 12. Dezember 2010, Schaden am Schaufenster und der Fassade.

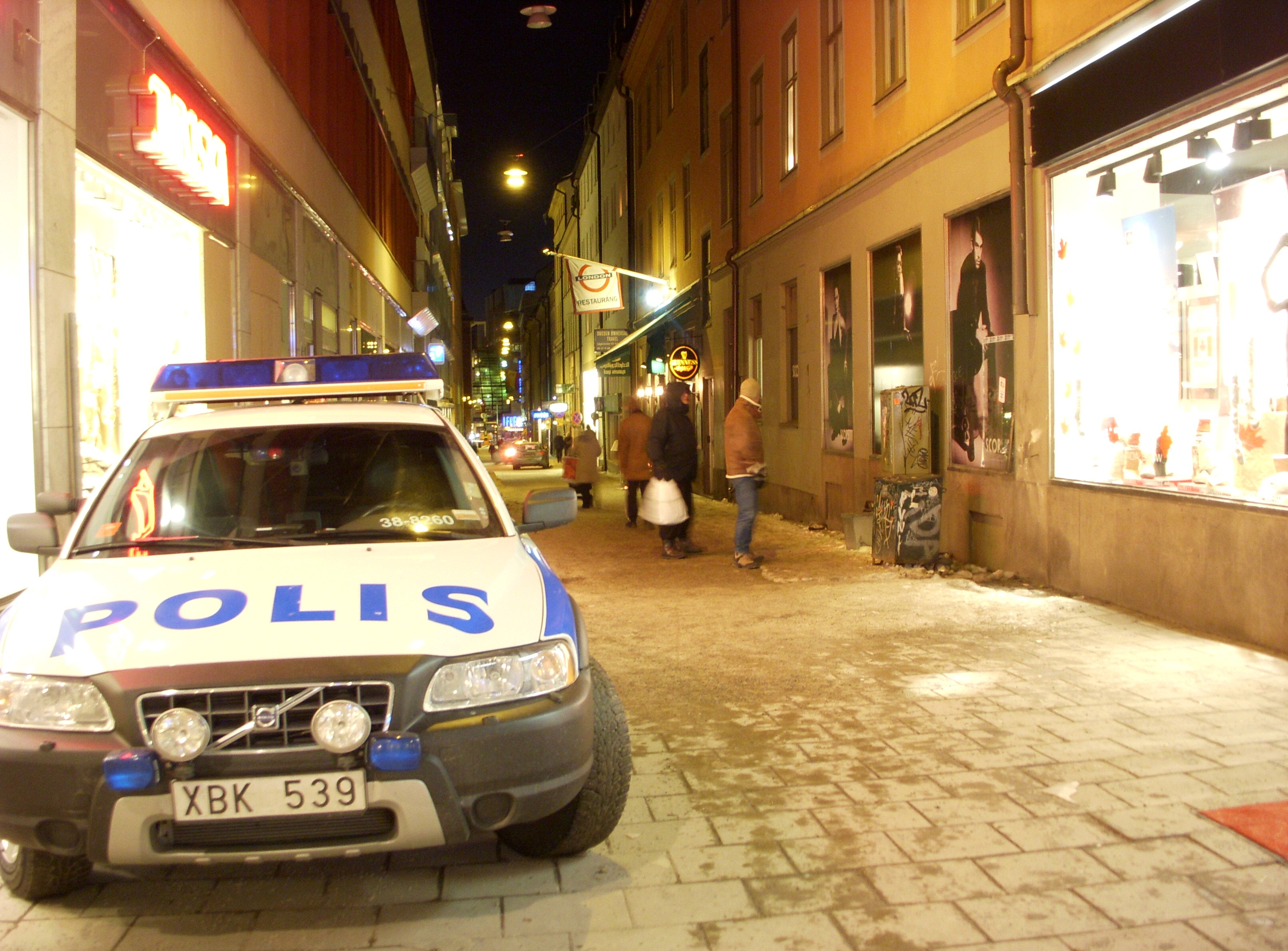
Der Tatort am 12. Dezember 2010, Blick von der Drottninggatan in die Bryggargatan.

Am Samstag vor dem dritten Advent war die Stockholmer Drottninggatan stark belebt. Um ca. 17 Uhr, kurz vor Geschäftsschluss, explodierte in einem an einer Ecke geparkten Audi ein Sprengsatz. Der Wagen, der auf den Namen des Attentäters registriert war, ging in Flammen auf. Viele Menschen rannten davon, zwei Menschen wurden leicht verletzt. Die Feuerwehr löschte den brennenden Wagen.
Zuvor hielt an der Ecke zur Olof-Palme-Gata der Attentäter die Reklametafel eines Fish-and-Chips-Ladens hoch. Nach der Detonation entfernte er sich von seinem Standort. Zehn Minuten nach der Autoexplosion explodierte einige hundert Meter entfernt in einer kleinen Nebenstraße ein Sprengsatz am Körper des Attentäters. Dabei explodierte nur eine von sechs Rohrbomben, die er am Körper trug. Neben dem Toten lag die Reklametafel, vor ihm ein Rucksack, gefüllt mit Nägeln und Sprengstoff. 
Vermutlich explodierte der Sprengsatz vorzeitig; möglicherweise war der Täter auf dem Weg zum Stockholmer Hauptbahnhof oder in ein bekanntes Kaufhaus. Neben dem Leichnam des Täters fand die Polizei ein PMR-Funkgerät, das vermutlich als Fernzünder für die Autobombe diente. Wäre die Bombe in der belebten Drottninggatan gezündet worden, hätte sie hunderte Menschen töten können.
Eine Droh-E-Mail und eine Audiobotschaft auf Schwedisch und Arabisch waren wenige Minuten vor den Anschlägen bei der Sicherheitspolizei Säpo und mehreren Medienredaktionen eingegangen. Diese Botschaften waren vom Attentäter unterschrieben und gesprochen worden.

## Zum Hintergrund
Ein Motiv des islamistisch motivierten Anschlages war die Beteiligung Schwedens an der NATO-Mission in Afghanistan. Spiegel online berichtete am 13. Dezember 2010, der Attentäter sei in verschiedenen sozialen Netzwerken im Internet sehr aktiv gewesen und habe sich dort gegen die Kriege im Irak und in Afghanistan positioniert. Der Name des Täters wurde nach dem Anschlag auf einer islamistischen Internetseite veröffentlicht.
In seinen Botschaften hatte der Attentäter mit Vergeltung für die Beteiligung schwedischer Soldaten am Afghanistan-Krieg und für die angebliche Verhöhnung des Propheten Mohammed durch den Künstler Lars Vilks gedroht, der Mohammed als Hund gezeichnet hatte. In einer „Botschaft an das schwedische Volk“ sagte er: „Jetzt werden eure Kinder, Töchter und Schwestern sterben, so wie unsere Brüder und Schwestern getötet werden“'. An „alle Mudschahddin in Schweden und Europa“ richtete er die Botschaft: „Fürchtet niemanden, nicht Gefängnis, nicht Tod.“ Die Botschaft ging bei der Stockholmer Polizei und bei einer schwedischen Presseagentur (TT) ein.
Zwei Tage nach dem Anschlag teilte der zuständige Staatsanwalt mit, der Anschlag sei "gut vorbereitet" gewesen; man vermute, dass er Helfer hatte.
Nach dem Anschlag beauftragte der Schwedische Privatsender TV4 einen Tontechniker mit der Auswertung der Audiobotschaft des Attentäters. Laut dem Tontechniker sind auf der Aufnahme zwei Menschen zu hören: ein Einatmen sei zu hören, während der Täter spricht. Laut der Zeitung Expressen wertete Säpo zudem Überwachungsvideos einer Tankstelle im südschwedischen Tranås aus. Dort war der Attentäter aufgewachsen.
Im Oktober 2010 hatte Säpo auf ein erhöhtes Sicherheitsrisiko hingewiesen. Im November 2010 nahm sie drei Männer wegen eines mutmaßlich geplanten Anschlags auf ein Einkaufszentrum in Göteborg fest, ließ sie am selben Tag aber wieder frei. Die Voruntersuchung wurde wenige Tage später eingestellt.

### Täter
Der Täter Taimour Abdulwahab al-Abdaly war 1992 (nach dem Zweiten Golfkrieg) mit seinen Eltern aus dem Irak nach Schweden gekommen. Nach dem Abitur begann er 2001 ein Studium an der Universität Bedfordshire in Luton und schloss sich dort radikalislamistischen Gruppen an. Die britische Polizei durchsuchte am 13. Dezember 2010 in Luton das Haus, in dem die Familie des Täters gemeldet war; sie nahm niemanden fest. Der Attentäter hinterließ drei Kinder.
Der Schwiegervater al-Abdalys distanzierte sich öffentlich von seinem Schwiegersohn und äußerte, dieser sei einer Gehirnwäsche unterzogen worden. Er sei ein Terrorist gewesen, der zurückgewiesen habe, was Schweden für ihn getan habe. Seine Tochter habe nicht gewusst, dass ihr Mann einen Anschlag plante. 

## Reaktionen
Am Sonntag, den 12. Dezember 2010, stufte Säpo das Attentat als „sehr ernsthaften Terrorakt“ ein. Nicht klar war zu diesem Zeitpunkt, ob es sich um einen Einzeltäter oder um ein von einer Terrorzelle geplantes Attentat handelte.
Nach dem Anschlag äußerte sich der schwedische Ministerpräsident Fredrik Reinfeldt besorgt über den Anschlag auf die, in seinen Worten, offene schwedische Gesellschaft. Die Oppositionspartei der schwedischen Sozialdemokraten kritisierte den konservativen Außenminister Carl Bildt scharf, da dieser nach eigenen Aussagen eine Terrorgefahr für Schweden gesehen, die schwedische Öffentlichkeit aber nicht gewarnt hatte.
Vertreter schwedischer Muslime verurteilten den Anschlag. "Wir sind wahre Muslime und ein wahrer Muslim hat nichts mit einem Terrorakt zu tun", sagte Imam Ben Mahmoud Rahmeh beim Freitagsgebet nach dem Angriff in einer Stockholmer Moschee. Er sagte weiter: "Schweden ist unser Land und sein Volk ist unser Volk. Was das Land erfreut, erfreut uns. Was die Nation verletzt, verletzt uns."
Der Imam der Stockholmer Zayed-bin-Sultan-Al-Nahyans-Moschee, der größten Moschee in Schweden, machte indes „demokratischen Terror“ für das Attentat verantwortlich: „Sie beschuldigen immer die Muslime in jeder politischen oder finanziellen Krise. Er hat niemanden umgebracht. Er tötete nur sich selbst. Meiner Meinung nach ist er das Opfer der falschen Demokratie. Der demokratische Terror veranlasste diese Tat.“
Im Vereinigten Königreich startete Scotland Yard kurz nach den dem Stockholmer Anschlag eine Medienkampagne um die Bevölkerung zur erhöhten Wachsamkeit gegenüber möglichen Attentaten aufzurufen. Am 8. März 2011 wurde im schottischen Strathclyde ein Verdächtiger festgenommen, der im Zusammenhang mit dem Anschlag stehen soll.